# Berlin eastside
Berlin eastside ist ein Gewerbe- und Industriegebiet in den Berliner Ortsteilen Marzahn (Bezirk Marzahn-Hellersdorf), Lichtenberg, Alt-Hohenschönhausen und Neu-Hohenschönhausen (Bezirk Lichtenberg). Es ist mit 1200 Hektar das größte zusammenhängende Gewerbeareal mit vollerschlossenen Grundstücken, Gewerbe- und Büroflächen sowie Logistik in Berlin. Insgesamt 15 Gewerbeparks mit über 2500 angesiedelten Firmen, hauptsächlich produktionsorientierten Industrieunternehmen, gehören zu Berlin eastside.

## Entwicklung des Gewerbeareals
Im 19. und 20. Jahrhundert wurden die Stadtteile Lichtenberg und Hohenschönhausen sowie die früheren Vororte Marzahn und Hellersdorf durch die Ansiedlung von namhaften Fabriken, wie Siemens & Halske, die Margarinewerke Berolina oder Hasse & Wrede, zu bedeutenden Wirtschaftsstandorten.
Bereits zu DDR-Zeiten verfügte der Bezirk Lichtenberg mit der rund 285 Hektar großen Fläche rund um die Herzbergstraße, Josef-Orlopp-Straße und Siegfriedstraße über ein großes Industriegebiet. Überwiegend hatten sich dort Fabriken der Elektrotechnik, des Maschinenbaus und der Energiewirtschaft angesiedelt. Zu den wichtigsten Großbetrieben gehörten der VEB Elektroprojekt und Anlagenbau Berlin (Elpro) und der VEB Elektrokohle Lichtenberg.
Mit der Wiedervereinigung und der damit verbundenen Privatisierung setzte ein industrieller und gewerblicher Strukturwandel ein. Zahlreiche Betriebe mussten schließen. Um einige Wirtschaftsstandorte in den 1990er Jahren zu erhalten, wurde die Entwicklung der Gewerbegebiete von Marzahn-Hellersdorf und Lichtenberg durch die infrastrukturelle Erschließung der Flächen mit GA-Mitteln (heute: GRW – Gemeinschaftsaufgabe „Verbesserung der regionalen Wirtschaftsstruktur“) vorangetrieben.

## Gebietsmanagement
Zur Stärkung des Standorts und deren Vermarktung bildeten 2008 die beiden Bezirksämter Marzahn-Hellersdorf und Lichtenberg gemeinsam mit drei privaten Flächeneigentümern ein Public Privat Partnership (PPP)-Projekt. Unter dem Namen Gewerbeareal Berlin eastside bündelte das beauftragte Gebietsmanagement, bestehend aus KommunikationsKontor Dr. Hagemann GmbH und regionomica GmbH, gemeinsame Interessen und initiierte gemeinsame Projekte zum Standortmarketing. Bis Dezember 2011 setzte das Gebietsmanagement verschiedene Maßnahmen zur Standortförderung um.
Die Zahl der privaten Partner erhöhte sich in den ersten drei Projektjahren auf fünf Unternehmen. Zu diesen Unternehmen gehörten: ORCO-GSG, DOBA Vermietung und Service GmbH, Knorr-Bremse sowie Berliner Wasserbetriebe und IKEA.

## Clean Tech Business Park
Der Bezirk Marzahn-Hellersdorf fördert mit Unterstützung des Berliner Senats und der Wirtschaftsförderungsgesellschaft Berlin Partner GmbH im Gewerbeareal Berlin eastside die Entwicklung der Clean-Tech-Branche. Ein bis dato unbebautes 90 Hektar großes Grundstück wurde mit Investitionskosten von rund 40 Millionen Euro auf ehemaligen Rieseldern so hergerichtet, dass dort ein spezialisiertes Gewerbe- und Industriegebiet für Unternehmen der Photovoltaik, erneuerbare Energien (Windkraft, Biomasse) und Energieeffizienz entstanden ist. Die Erschließung der Flächen begann im Jahr 2009, ein neues Straßennetz wurde dazu angelegt.
Ein Informationspavillon auf dem Gelände ist seit 2015 Anlaufpunkt für ansiedlungswillige Unternehmen. Bis Ende 2019 führte die Bezirksverwaltung zusammen mit der Bewilligung von neuen Fördermitteln eine intensive Vermarktungskampagne für Produktionsunternehmen, die in normalen Gewerbegebieten unzulässig wären und spezielle infrastrukturelle Voraussetzungen benötigen.
Infolgedessen haben sich bis 2022 bereits mehrere Investoren gemeldet, erster war die Schweizer Firma Swissbit, die 2018 ein zwei Hektar großes Gelände erwarb, dort bauen ließ und hier inzwischen Datenspeichermodule fertigt.
Ein weiteres Unternehmen – Aucoteam mit Sitz im Ortsteil Prenzlauer Berg des Bezirks Pankow – hat im Herbst 2023 für mehrere tausend Euro ein ein Hektar großes Baugrundstück gekauft, auf dem für insgesamt 18 Millionen Euro ein Prüflabor für E-Mobilität errichtet und betrieben werden sollte. Im November 2023 verhängte das Oberverwaltungsgericht Berlin auf Antrag der Berliner Landesarbeitsgemeinschaft Naturschutz e. V. einen Baustopp für das gesamte Gelände. Der Grund: die streng geschützte Wechselkröte wurde dort gesichtet und soll nicht umgesiedelt oder gar vertrieben werden. Das Gericht ordnete nun eine Neukartierung des gesamten Areals an, welche alle dort vorgefundenen Tiere und Pflanzen nachweist. Damit können entsprechende Schutzmaßnahmen entwickelt werden, die letztendlich doch noch zur Ansiedlung von Unternehmen im Cleantech Park führen. Das Unternehmen Aucoteam hat alle seine Aktivitäten zum Bau einer neuen Fabrik hier gestoppt und den Kaufvertrag rückabgewickelt. Die Produktplanung und die Bauplanung für die neue Sparte wurden aufgegeben. Für eine spätere Erweiterung orientiert sich die Firmenleitung nun auf Standorte im Berliner Umland.
Ein drittes Unternehmen, das CSE (=Ceramic Salt Energy), wollte hier zusammen mit einem Firmenkonsortium eine Batteriefabrik für stationäre Stromspeicher bauen, die v. a. mit Natrium statt mit Lithium arbeiten. Eine Förderzusage des Landes Berlin in Höhe von 7,5 Millionen Euro liegt bereits vor. Zusätzlich wollte CSE rund 40 Millionen Euro für den Grundstückskauf und die Bauarbeiten investieren. Die Aktivitäten sind gestoppt und die Firma sieht sich nach anderen geeigneten Standorten um.
Der Bereich Clean Tech Park wird mittels S-Bahn-Linien erschlossen: die Bahnhöfe Mehrower Allee, Raoul-Wallenberg-Straße und Marzahn liegen ostwärts entlang der Märkischen Allee, der S-Bahnhof Gehrenseestraße befindet sich westlich am Kreuzungsbereich Bitterfelder Straße / Hohenschönhauser Straße und Gehrenseestraße.

## Lage

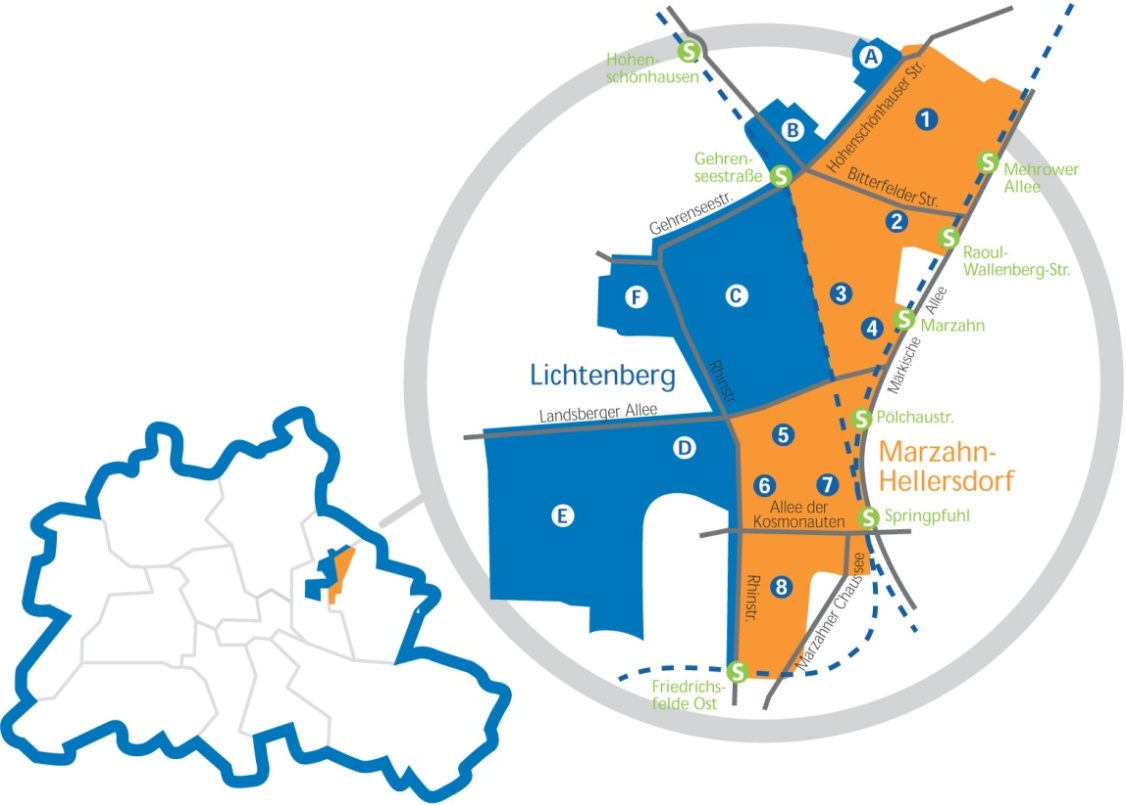
Lage von Berlin eastside

Das Gewerbeareal wird eingegrenzt durch:
| Bezirk Lichtenberg - A: Hohenschönhauser Straße - B: Pablo-Picasso-Straße - C: Gärtnerstraße/Ferdinand-Schultze-Straße - D: GSG-Hof Plauener Straße - E: Marzahner Straße/Plauener Straße - F: Herzbergstraße/Siegfriedstraße - G: Landsberger Allee/Rhinstraße | Bezirk Marzahn-Hellersdorf - 1: GSG-Hof Wolfener Straße - 2: Gewerbe-Technologiepark Berlin - 3: Körber Schleifring GmbH Gewerbepark Marzahn - 4: Gewerbepark Georg Knorr - 5: Die Pyramide Berlin - 6 und 7: DOBA-Gewerbegebiet Marzahn impuls - 8: DOBA-Gewerbegebiet Rhinstraße 48 |

## Unternehmen
Namhafte Unternehmen in Berlin eastside sind:
| - Alba Berlin - Doblinger Unternehmensgruppe - Elpro - Harry-Brot - Hasse & Wrede - Inventux Technologies - Knorr-Bremse | - Schilkin, Spirituosenhersteller - Mahlo Bau - Niles Werkzeugmaschinen - OTB GmbH & Co. KG - Soltecture - Xantrex - Walter Automobiltechnik |